# Private Practice (1.ª temporada)
A primeira temporada de Private Practice, uma série de televisão americana de nove episódios criada por Shonda Rhimes, estreou em 26 de setembro e terminou em 5 de dezembro de 2007. Conta a história de Addison Montgomery, uma cirurgiã neonatal renomada, enquanto se ajusta à mudança de Seattle para Los Angeles e a um novo emprego no Oceanside Wellness Group, uma clínica médica particular. Os episódios também se concentram nas relações interpessoais entre as colegas de trabalho de Addison, Naomi Bennett, Sam Bennett, Cooper Freedman, Dell Parker, Violet Turner e Pete Wilder, bem como a chefe de gabinete do St. Ambrose Hospital, Charlotte King.
A primeira temporada de Private Practice foi ao ar nos Estados Unidos às quartas-feiras às 21:00, ET, na ABC, uma rede de televisão terrestre. A temporada recebeu uma média de 10,76 milhões de espectadores por episódio durante a temporada da televisão americana de 2008–09. No Reino Unido, a temporada estreou no Living em 15 de julho de 2008 e foi posteriormente exibida às terças-feiras às 22:00. Foi ao ar no Canadá pela CTV Television Network e na Austrália na Seven Network. Ele recebeu avaliações negativas de críticos de televisão em sua estreia, mas foi indicado para três prêmios NAACP Image Awards e um People's Choice Award, e ganhou um BMI Film & TV Award.
A temporada foi lançada em DVD como uma caixa de três discos sob o título de Private Practice: The Complete First Season – Extended Edition, em 16 de setembro de 2008, pela Buena Vista Home Entertainment na Região 1 e em 16 de março de 2009, na Região 2. A temporada também está disponível para compra por usuários registrados na iTunes Store dos EUA, bem como inúmeros serviços de streaming de vídeo sob demanda.

## Produção
Em 21 de fevereiro de 2007, Edward Wyatt, do New York Times, relatou que a ABC estava desenvolvendo uma série derivada do drama médico Grey's Anatomy. Mesmo que os executivos de rede e a criadora da série, Shonda Rhimes, não tenham confirmado os planos para a Private Practice, Wyatt chamou isso de "segredo bem gardado", já que as informações sobre o elenco e a produção estavam se tornando cada vez mais disponíveis. O spin-off foi oficialmente confirmado por comentadores de mídia, que afirmaram que o episódio de duas partes "The Other Side of This Life" serviria como o piloto de fundo para a nova série. Os membros do elenco de Grey's Anatomy, Ellen Pompeo e Katherine Heigl, reagiram de forma mista à decisão de criar um spin-off para a personagem de Kate Walsh, Addison Montgomery. Jeannette Walls, do programa norte-americano na NBC Today relatou que Pompeo estava furiosa por não ter sido consultado antes da criação do programa. Katherine Heigl elogiou o conceito de Private Practice, mas desejou que sua personagem (Izzie Stevens) tivesse sido escolhido para a história.
O programa foi oficialmente anunciado como parte da programação de televisão da ABC em 2007 no The Ellen DeGeneres Show. A temporada foi produzida pela ABC Studios, Mark Gordon Company e ShondaLand. Os produtores executivos foram Rhimes, Betsy Beers, Marti Noxon, Mark Gordon e Mark Tinker; Rhimes também atuou como diretora de fotografia do programa. A produção começou em 18 de julho de 2007, em Los Angeles. O tema e a trilha sonora da série foram compostos por Chad Fischer e Tim Bright.

## Elenco e personagens
| - Kate Walsh como Addison Montgomery - Tim Daly como Peter Wilder - Audra McDonald como Naomi Bennett - Paul Adelstein como Cooper Freedman - KaDee Strickland como Charlotte King - Chris Lowell como William "Dell" Parker - Taye Diggs como Sam Bennett - Amy Brenneman como Violet Turner - Geffri Maya como Maya Bennett | - Andy Milder como Doug Adams - Nina Siemaszko como Kathleen - Christopher Wiehl como Jeffrey - David Sutcliffe como Kevin Nelson - Stacy Edwards como Maria Wilson - Moon Zappa como Jenny - Valerie Mahaffey como Marilyn Sullivan - Debra Mooney como Sylvie - Brett Cullen como Allan - Tom Irwin como Padre Mark - James Pickens Jr. como Richard Webber |

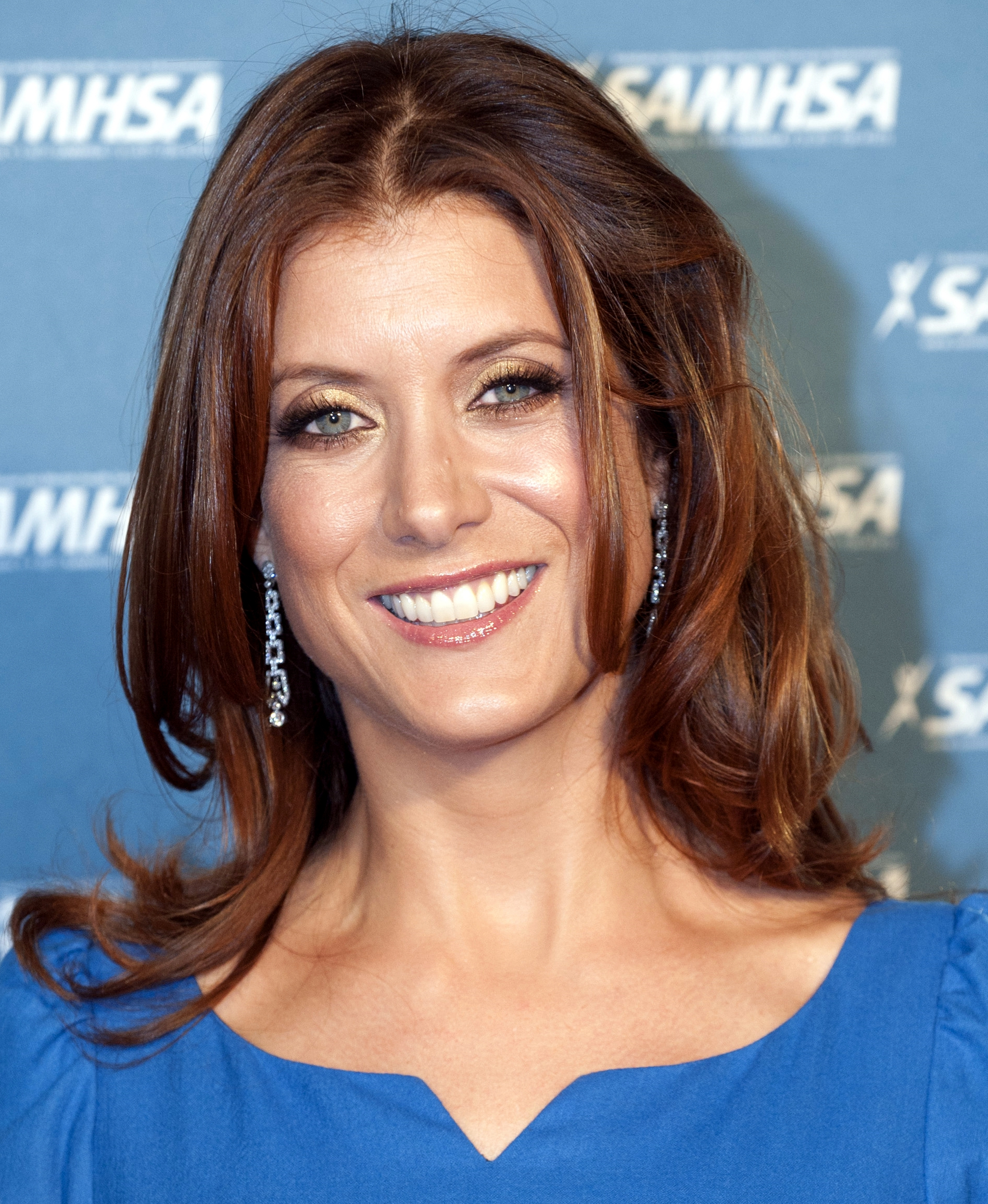
A série foi criada para focar na personagem de Kate Walsh.

A primeira temporada apresenta um elenco de oito atores que recebem o faturamento das estrelas. Kate Walsh estrela como a Dra. Addison Montgomery, uma neonatologista que se mudou para Santa Monica para se reinventar. Audra McDonald e Taye Diggs interpretam personagens especialistas em fertilidade, a Dra. Naomi Bennett, e o guru da saúde Dr. Sam Bennett, amigos universitários divorciados de Addison. O papel de Naomi foi originalmente dado à Merrin Dungey no piloto de fundo. De acordo com um escritor da Variety, os executivos da rede substituíram-na por McDonald devido a preocupações com a falta de química entre Dungey e Diggs. A reformulação não resultou na reformulação de nenhuma das cenas anteriores do piloto. Amy Brenneman é a Dra. Violet Turner, uma terapeuta que constantemente duvida de si mesma.Paul Adelstein interpreta o pediatra Dr. Cooper Freedman, que é viciado em sexo. Tim Daly interpreta o sedutor especialista em medicina alternativa, Dr. Pete Wilder, e Chris Lowell é o recepcionista Dell Parker, que frequentemente aparece sem camisa no escritório.
KaDee Strickland interpreta a Dra. Charlotte King, que também trabalha como administradora de hospital. A personagem de Strickland foi introduzida na primeira temporada e não apareceu no piloto de fundo. Sua adição ao elenco principal foi anunciada em 11 de julho de 2007, antes do início da primeira temporada. Strickland não teve que fazer um teste para o papel, foi escalada após uma reunião com Rhimes.
Numerosos personagens de apoio receberam aparições expansivas e recorrentes nas histórias posteriores. David Sutcliffe interpreta o policial Kevin Nelson, que foi apresentado como um interesse amoroso de Addison. Sutcliffe depois apareceu em 11 episódios na segunda temporada. Geffri Maya Hightower interpreta Naomi e a filha de Sam, Maya Bennett. Hightower retornaria para temporadas futuras e foi incluída em 30 episódios ao longo da série. James Pickens Jr. interpreta o Dr. Richard Webber, como convidado especial, aparecendo na sequência teaser do primeiro episódio.

## Recepção

### Audiência
O episódio piloto, que foi ao ar em 26 de setembro de 2007, recebeu 14,1 milhões de telespectadores, posição número 13 no horário das quartas-feiras às 21:00 horas (ET). ABC encomendou a série para uma temporada completa de 22 episódios em 18 de outubro de 2007, depois de ter exibido quatro episódios. Na época de sua renovação, Private Practice foi o novo drama mais assistido da temporada de televisão de 2007. Em geral, a primeira temporada teve uma média de 10,76 milhões de telespectadores para os nove episódios transmitidos nos EUA, com o piloto sendo o episódio mais bem classificado. Da programação regular de horário nobre que foi ao ar durante a temporada de televisão americana de 2007–08, Private Practice ficou classificado em 36.º dos 225 programas, de acordo com a Nielsen ratings.

### Resposta da crítica
Private Practice recebeu avaliações geralmente negativas pela crícita quando foi transmitida pela primeira vez. No site agregador de revisões Metacritic, a primeira temporada teve pontuação de 45 em 100, com base em 25 avaliações, indicando respostas "mistas à média". A série foi chamada de "superficial e sorridente" por Tom Shales, do The Washington Post, que achava que o diálogo e as histórias dependiam muito do humor sexual; ele sentiu que a primeira temporada não agradaria aos fãs de Grey's Anatomy. David Hinckley, do New York Daily News, criticava as sequências de abertura do piloto, achando que representavam o programa em demasia como seriado, mas sentiam que ele se encontrava à medida que o episódio progredia e mais ênfase era dada a "pessoal e lados profissionais de seus personagens". David Zurawik do The Baltimore Sun elogiou as performances de Brenneman e McDonald, mas ficou desapontado com a estreia da série.
Alguns críticos comentaram negativamente sobre os personagens e a representação das mulheres no programa. A série foi descrita como uma melhoria em relação ao piloto de fundo por Robert Blanco do USA Today, mas ele criticou os personagens dos médicos como infantis e aparentemente incapazes de fazer o seu trabalho. Blanco viu o programa como um passo em falso no desenvolvimento da personagem de Addison, escrevendo que ela é "uma mulher que já foi uma durona, inteligente, imperfeita e sexy adulta [e] que se transformou em uma menina frenética indecisa". Alessandra Stanley, do The New York Times, criticou a interpretação do feminismo no programa, descrevendo as personagens como "um dos retratos mais deprimentes da condição feminina desde The Bell Jar" e a reminiscência dos "sete estágios do desespero feminino" na  gravura de William Hogarth, O progresso de um cirurgião. Dough Elfman, do Chicago Sun-Times, escreveu que os atores eram melhores do que a premissa e a escrita do programa, e Matthew Gilbert, do The Boston Globe, descreveu os personagens como um "elenco de curandeiros" e as histórias como "casos médicos enigmáticos, piegas da semana".

### Prêmios e indicações
A primeira temporada de Private Practice foi indicada para três prêmios NAACP Image Awards — Melhor Ator Coadjuvante em Série Dramática (Diggs), Melhor Atriz Coadjuvante em Série Dramática (McDonald) e Melhor Roteiro em Série Dramática (Rhimes) para o piloto. A série recebeu uma nomeação para o People's Choice Award para a categoria Novo Drama de TV Favorito. Chad Fischer e Tim Bright ganharam o Prêmio BMI TV de Música no BMI Film & TV Awards.

## Episódios
| N.º na série | N.º na temp. | Título                                                      | Dirigido por        | Escrito por                 | Exibição original      | Audiência (milhões) |
| --- | ------------ | ----------------------------------------------------------- | ------------------- | --------------------------- | ---------------------- | ------------------- |
| 1 | 1            | "In Which We Meet Addison, a Nice Girl From Somewhere Else" | Mark Tinker         | Shonda Rhimes               | 26 de setembro de 2007 | 14.41               |
| Addison Montgomery se demite do Seattle Grace Hospital para aceitar uma posição como ginecologista no Oceanside Wellness Center. Durante seu primeiro dia de trabalho, seus seis colegas de trabalho (e personagens principais) Naomi Bennett, Sam Bennett, Cooper Freedman, Dell Parker e Pete Wilder, são apresentados. Addison tem dificuldade em se adaptar ao novo ambiente de trabalho ao descobrir que Naomi não contou a ninguém que ela havia sido contratada e que aprendeu a lidar com um número menor de pacientes do que o esperado. Todos os médicos lidam com pacientes individuais, enquanto tentam resolver problemas em suas vidas pessoais. Addison e Dell ajudam uma adolescente grávida com um parto difícil, Violet consola seu paciente no meio de um colapso nervoso em uma loja, e Naomi e Sam discutem se devem cumprir o desejo de uma mulher de extrair o sêmen de seu namorado morto e impregná-lo nela. No final do dia, Addison faz um discurso para seus colegas de trabalho, anunciando que ela vai ficar no consultório.                                                                         |              |                                                             |                     |                             |                        |                     |
| 2 | 2            | "In Which Sam Receives an Unexpected Visitor"               | Tony Goldwyn        | Mike Ostrowski              | 3 de outubro de 2007   | 12.30               |
| Cooper contrata uma stripper para Sam para ajudá-lo a se adaptar à sua nova vida. Naomi fica chateada com Sam quando a stripper é admitida na clínica como paciente. Depois de realizar testes genéticos no bebê de um cliente, Cooper, Addison e Naomi descobrem que a criança foi trocada ao nascer. Os médicos colaboram com Charlotte King para determinar a identidade da pessoa que trocou os bebês e a localização da criança real dos clientes. Charlotte e Addison enfrentam a melhor maneira de lidar com a situação. As mães se encontram e se relacionam com o amor pelas crianças, com os bebês sendo devolvidos aos pais biológicos. Cooper consulta um paciente que fica extremamente doente quando bebe álcool. Violet tenta lidar com seus sentimentos contínuos pelo ex-namorado. |              |                                                             |                     |                             |                        |                     |
| 3 | 3            | "In Which Addison Finds the Magic"                          | Mark Tinker         | Shonda Rhimes & Marti Noxon | 10 de outubro de 2007  | 12.40               |
| Addison e Pete tratam de recém-casados que estão passando por problemas sexuais. Addison diagnostica a esposa com vestibulite vulvar, e Pete a trata através de medicina alternativa. Cooper tenta descobrir por que seu paciente e seus três irmãos estão todos mostrando sinais de envenenamento por nitrato de amônio. Por meio de uma visita domiciliar, Cooper percebe que as crianças estavam brincando em um galpão contendo sacos de fertilizante. Violet tenta convencer seu paciente a deixar sua esposa, mas ele fica com ela depois que ela é diagnosticada com a doença de Wegener. Naomi fica perturbada quando Maya escolhe passar a semana com Sam. Dell tenta confortar Naomi trazendo bolos recém-assados todos os dias. Pete homenageia o aniversário da morte de sua esposa. |              |                                                             |                     |                             |                        |                     |
| 4 | 4            | "In Which Addison Has a Very Casual Get Together"           | Arvin Brown         | Andrea Newman               | 17 de outubro de 2007  | 11.81               |
| Addison se sente ofendida quando nenhum de seus colegas de trabalho respondeu ao convite para uma festa. Sam faz sua primeira aparição num talk show para promover seu mais recente livro de autoajuda. Cooper aconselha um paciente jovem e apaixonado e faz um pacto que ambos revelam seus sentimentos para seus amigos. No entanto, o menino é espancado por revelar que ele é gay e Cooper o consola. Violet é pega de surpresa quando a nova esposa de seu ex-namorado admite ser paciente e é diagnosticada com uma infecção na bexiga por ter feito sexo demais. Addison concorda em ajudar uma paciente psiquiátrico, que todo mundo acredita que tem síndrome de Munchausen, e descobre que ela de fato tem doença de Crohn. Pete tenta tratar um homem idoso que continua adormecendo inesperadamente, mas ele enfrenta problemas como o homem não acredita em seu tipo de tratamento. Quando Addison diz a seus colegas de trabalho sobre sua frustração pela festa, eles dizem que sempre planejaram ir até lá. |              |                                                             |                     |                             |                        |                     |
| 5 | 5            | "In Which Addison Finds a Showerhead"                       | Julie Anne Robinson | Shonda Rhimes & Marti Noxon | 24 de outubro de 2007  | 11.77               |
| Addison têm sonhos eróticos frequentes com Pete que a deixam em constante estado de excitação, levando a Naomi e Violet sugerindo que ela se masturbe usando um chuveiro. A filha de Naomi, Maya, se aproxima de Addison e diz a ela que ela pode ter uma DST e pede para ela não notificar sua mãe. No entanto, é revelado que Maya estava pedindo para ajudar sua amiga Ruby, que é encontrada sangrando no chão da cozinha. Naomi está com raiva de Addison e Maya por manter informações dela, e Addison sugere que Naomi converse com sua filha sobre sexo. Pete e Charlotte tentam ajudar um atleta, mas sua recusa em seguir as ordens o deixa fisicamente incapaz de correr novamente. Violet e Sam ajudam uma mulher que está pensando em passar por uma amnésia induzida por drogas para remover lembranças traumáticas de uma invasão domiciliar. Apesar da insistência de Cooper, Violet tenta se tornar amiga de seu ex-namorado. Dell realiza seu primeiro Papanicolau em uma paciente após várias tentativas fracassadas. Addison decide usar seu chuveiro depois de imaginar Pete como um vaqueiro e um gladiador. |              |                                                             |                     |                             |                        |                     |
| 6 | 6            | "In Which Charlotte Goes Down the Rabbit Hole"              | David Salomon       | Jenna Bans                  | 31 de outubro de 2007  | 11.21               |
| Charlotte procura ajuda da Oceanside Wellness, dizendo que não conseguiu dormir por mais de três horas nos últimos três dias. Ela é enviada para Pete depois de recusar uma ajuda para dormir de Sam. Após várias tentativas fracassadas, Charlotte finalmente dorme depois de conversar com Pete sobre a falta de intimidade e afeição de sua família. Addison e Naomi consultam um casal que planeja ter um filho; a esposa, Angie Paget, diz a eles em particular que não quer ter filhos, pois acredita ter o gene da doença de Huntington. Angie é testada positiva para o gene e conta ao marido sobre o histórico de sua família com a doença. Ambos decidem continuar trabalhando com Addison e Naomi para que possam criar um filho antes que Angie pegue a doença. Cooper descobre que seu paciente está sendo abusado fisicamente por sua mãe, que sofre de esclerose múltipla. Sam fica preocupado e irritado quando Dell tem uma queda por Naomi. |              |                                                             |                     |                             |                        |                     |
| 7 | 7            | "In Which Sam Gets Taken For a Ride"                        | Jeff Melman         | Emily Halpern               | 14 de novembro de 2007 | 11.45               |
| Enquanto atende uma ligação da casa, Sam é pego em uma situação de refém em uma loja de conveniência e é mantido sob a mira de uma mulher grávida chamada Kelly. Quando Kelly entra em trabalho de parto, Sam a ajuda a entregar o bebê e a convence a deixá-lo chamar a polícia. Quando Sam retorna à clínica, ele e Naomi reacendem sua paixão e transam. Violet e Cooper concordam em iniciar um relacionamento de benefícios com amigos, mas Cooper aconselha contra isso devido a seus sentimentos românticos por ela. Enquanto isso, Pete e Addison decidem buscar um relacionamento casual, ajudando uma mulher a entregar um bebê depois que o namorado morreu. No entanto, Pete acaba ficando com Addison. Enquanto isso, Addison chama a atenção de Kevin Nelson, ex-parceiro policial do namorado morto de sua paciente. Dell oferece seu primeiro bebê, mas ele, Naomi e Violet têm que ajudar a mãe a aceitar o filho depois que ela o rejeita porque ela queria uma filha. |              |                                                             |                     |                             |                        |                     |
| 8 | 8            | "In Which Cooper Finds a Port In His Storm"                 | Mark Tinker         | Lauren Schmidt              | 21 de novembro de 2007 | 8.44                |
| Cooper descobre que ele esteve conversando com Charlotte em um site de namoro online, e os dois iniciam um relacionamento sexual. Addison vai a um encontro com um dos pacientes de Violet, mas fica perturbado ao saber do fetiche por ele depois de descobrir que ele roubou um dos sapatos dela e o inseriu no reto. Naomi e Sam tentam encontrar a causa de um surto de tifo em um convento enquanto cuidam das freiras e do padre afetados. Eles descobrem que o padre é o portador e espalhou o tifo ao entrar no convento. Addison e Pete ajudam com um programa envolvendo a lei porto-seguro. Ela se apega a um dos bebês que ela chama de "Batgirl". |              |                                                             |                     |                             |                        |                     |
| 9 | 9            | "In Which Dell Finds His Fight"                             | Wendey Stanzler     | Ayanna Floyd                | 5 de dezembro de 2007  | 10.36               |
| Dell suspeita que seu avô está sendo abusado em sua casa de repouso depois de perceber hematomas em seu corpo. Sam investiga o lar de idosos e descobre que o avô de Dell faz parte de um clube de luta dirigido pelos moradores. Addison começa um relacionamento romântico com um policial, Kevin Nelson, enquanto tentava manter uma amizade com Pete. Addison e Naomi estão tratando o casal do terceiro episódio depois de terem dificuldade em conceber uma criança. Violet e Cooper discutem as mudanças em sua amizade depois que Cooper evita que ela tenha um relacionamento sexual secreto com Charlotte. Cooper e Pete participam de um programa para preparar os pais pela primeira vez para cuidar de seus filhos. Sam e Naomi também têm um relacionamento secreto depois de fazer sexo em episódios anteriores. Dell beija Naomi e proclama seus sentimentos por ela e seu desejo de lutar por ela. |              |                                                             |                     |                             |                        |                     |

## Lançamentos em DVD
| Private Practice: The Complete First Season – Extended Edition                                                                          | | | | | |
| Detalhes do conjunto | Detalhes do conjunto | Detalhes do conjunto | Características especiais | Características especiais | Características especiais |
| - Nove episódios (dois episódios prolongados) - Conjunto de três discos - Em inglês (Dolby Digital 5.1 Surround) - Comentários em áudio | - Nove episódios (dois episódios prolongados) - Conjunto de três discos - Em inglês (Dolby Digital 5.1 Surround) - Comentários em áudio | - Nove episódios (dois episódios prolongados) - Conjunto de três discos - Em inglês (Dolby Digital 5.1 Surround) - Comentários em áudio | - Kate Walsh: A Prática leva à Perfeição - Conjunto Alternativo: Nos Bastidores de Private Practice - Cenas deletaas - Erros de gravação | - Kate Walsh: A Prática leva à Perfeição - Conjunto Alternativo: Nos Bastidores de Private Practice - Cenas deletaas - Erros de gravação | - Kate Walsh: A Prática leva à Perfeição - Conjunto Alternativo: Nos Bastidores de Private Practice - Cenas deletaas - Erros de gravação |
| Datas dos lançamentos | | | | | |
| Região 1 | Região 1 | Região 1 | Região 2 | Região 2 | Região 2 |
| 16 de setembro de 2008 | 16 de setembro de 2008 | 16 de setembro de 2008 | 16 de março de 2009 | 16 de março de 2009 | 16 de março de 2009 |